# 分子間力
分子間力（、英: intermolecular force）は、分子同士や高分子内の離れた部分の間に働く電磁気学的な力である。

## 分類
力の強い順に並べると、次のようになる。
- イオン間相互作用
- 水素結合
- 双極子相互作用
- ファンデルワールス力

これらの力はいずれも静電相互作用に基づく引力である。イオン間相互作用、水素結合、双極子相互作用は永続的な陽と陰との電気双極子により生じるが、ファンデルワールス力は電荷の誘導や量子力学的な揺らぎによって生じた一時的な電気双極子により生じる。永続的な電荷により引き起こされる引力や斥力は古典的なクーロンの法則で示されるように距離の逆二乗と電荷の量により決定づけられる。前3者の相互作用の違いは主に関与する電荷量の違いであり、イオン間相互作用は、整数量の電荷が関与するため最も強い。水素結合は電荷の一部だけが関与するため、1ケタ弱い。双極子相互作用はさらに小さな電荷によるため、さらに1ケタ弱い。
非常におおざっぱに捉えると、力の大きさは以下のようになるだろう。
```
イオン間相互作用 1000
水素結合          100
双極子相互作用     10
ロンドン分散力      1
分子間の万有引力　 10
-35
(参考)
```

## イオン間相互作用
イオン間相互作用とは、帯電したイオンの間で生じる相互作用である。同種の電荷は反発し、異なる電荷は引き合う。

## 水素結合
水素結合は、フッ素や酸素や窒素、など電気陰性度の高い原子に水素が共有結合している場合に起こる。この場合、極性分子が生じる。水素原子は1よりも小さな正電荷に帯電し、その結果、付近の別の分子に含まれる酸素など負に帯電した原子と相互作用を起こすのである。この結果、二つの分子を結びつける安定した結合が生じる。重要な例として水分子を挙げる。
```
H
|
O←---→H-O-H
|
H
```

水素結合は自然界の至る所に見つかる。水素結合のために、水は奇妙な性質（訳注:酸素以外の他の16属元素の水素化物と比較した場合の水の異常に高い沸点、氷の特別な結晶構造など）を帯びるようになり、地球上の生命が存続できる。
水素原子と窒素原子の間の水素結合によって、DNA分子内の2つのらせん構造同士が結び付いている。

## 双極子相互作用
双極子相互作用は、永久双極子となっている二つの分子間で働く力である。水素結合は、双極子相互作用の特に強いものと考えることもできる。1921年にウィリアム・ヘンドリック・ケーソム(Keesom)が最初に数学的に記述したことから、ケーソム相互作用とも呼ばれている。
双極子相互作用は、イオン間相互作用と同じ理由で生じるが、電荷の一部だけが影響を及ぼすため、力が弱い。双極子相互作用の例として塩化水素がある。
```
(+)(-)   (+)(-)
 H-Cl-----H-Cl
```

## ファンデルワールス力
電荷的に中性な原子や分子においても分子間力が作用する。気体が冷却されて液体や固体になるのは、分子間力が存在するためである。水滴がガラスに付いたり接着剤がものをくっつけたりするときの力も分子間力であるから、単に分子の間の力に限定するのも好ましくはない。分子間力は最初にオランダのファン・デル・ワールスによって、相転移の研究のために導入された。そのため、分子間力自体をファンデルワールス力と呼ぶこともある。
ファンデルワールス力の発生原因は1つではなく、静電誘導により励起される一時的な電荷の偏り〈誘導双極子〉や量子力学的な基底状態の揺らぎにより仮想的に発生する電荷による引力ロンドン分散力などによって発生する。一時的な電荷により生じるファンデルワールス力は静電相互作用に起因していてもクーロンの法則のように距離の逆二乗に比例しない。
分極化による誘導双極子は極性分子によって起こる場合があり次に塩素の水溶液の例を示す。
```
            (+)(-)(+)  (-)(+)
（永久双極子）H-O-H-----Cl-Cl（誘発双極子）
```

あるいはロンドン分散力で励起した双極子が他の分子を励起する例は塩素分子に見られる。
```
               (+)(-)     (+)(-)
（ロンドン分散力）Cl-Cl------Cl-Cl（誘発双極子）
```

## ロンドン分散力
古典的な電磁気学では電荷的に中性な物質が自発的に分極するという現象は説明できない。一方、量子力学的には基底状態にあっても揺らぎが発生することが期待される。すなわち量子力学的には電子の分布も揺らぎが発生することが期待される。この様な量子力学的な揺らぎにより電荷が誘導されることがフリッツ・ロンドンにより理論的に示された。それゆえ量子力学による励起双極子を原因とするファンデルワールス力〈分子間力〉はロンドン分散力と呼ばれる。

## 万有引力(重力)
分子間の万有引力（重力）は上記ロンドン分散力に比べてもはるかに弱く、分子間重力は無視できる。重力を考慮する必要があるとすれば地球ー分子間の重力である。物理化学は地球上の環境を特別視しないが有機化学･無機化学では地球上の化学反応が重要となるため地球の重力場の影響を考慮する必要がある。